# Kalman Gerencseri
Kalman Gerencseri (né le 9 janvier 1945 à Wingles dans le Pas-de-Calais et mort le 23 août 2023 à Sens) est un footballeur français.
Il joue au RC Lens en division 1, et à l'AJ Auxerre en division 3 puis en division 2.

## Biographie
Il détient le record de précocité de participation à un match de première division française à l'âge de 15 ans, 7 mois et 12 jours, le 21 août 1960, lors de la rencontre RC Lens - AS Monaco.
Il joue un total de 115 matchs en division 1 avec le club lensois.
En 2022, le magazine So Foot le classe dans le top 1000 des meilleurs joueurs du championnat de France, à la 981e place.
Kalman Gerencseri meurt en août 2023 à l'âge de 78 ans.

## Palmarès
RC Lens
- Coupe Charles Drago (1) :
  - Vainqueur : 1965.